# Leposoma caparensis
Espèce
Leposoma caparensis est une espèce de sauriens de la famille des Gymnophthalmidae.

## Répartition
Cette espèce est endémique de l'État de Barinas au Venezuela.

## Description
Le mâle holotype mesure 41,6 mm de longueur standard.

## Étymologie
Son nom d'espèce, composé de capar[o] et du suffixe latin -ensis, « qui vit dans, qui habite », lui a été donné en référence au lieu de sa découverte, la reserva forestal de Caparo.

## Publication originale
- Esqueda, 2005 : Un nuevo Leposoma (Squamata:Gymnophthalmidae) de la reserva forestal de Caparo, Estado Barinas, Venezuela. Herpetotrópicos, vol. 2, no 1, p. 33-42 (texte intégral).